# Dicranomyia posticanivea
Dicranomyia posticanivea är en tvåvingeart som först beskrevs av Alexander 1978.  Dicranomyia posticanivea ingår i släktet Dicranomyia och familjen småharkrankar. Inga underarter finns listade i Catalogue of Life.